# Von Liebe und Schatten (Roman)
Von Liebe und Schatten (Originaltitel: De amor y de sombra) ist ein 1984 erschienener Roman der chilenischen Schriftstellerin Isabel Allende. Die deutschsprachige Übersetzung von Dagmar Ploetz erschien 1986 im Suhrkamp Verlag.

## Kurzbeschreibung
Auf der Suche nach einer weiblichen Desaparecida, deren Auftauchen als Leiche inmitten weiterer Diktatur-Opfer „eine Ereigniskette in Gang setzt, die die Heuchelei und Hinterhältigkeit der Regierung bloßstellt“, werden eine als Journalistin arbeitende Großbürgers-Tochter und ihr heimlich für die linke Opposition wirkender Mitarbeiter zu einem Liebespaar, das aufgrund der durch ihre Amateur-Ermittlungen ausgelösten „Schockwellen“ vor dem Militärregime ins Ausland flieht, während der Mörder der Desaparecida letztlich ungeschoren davon kommt.

## Inhalt

### Erster Teil „Ein anderer Frühling“
In der lateinamerikanischen Ortschaft Los Riscos macht die junge Evangelina Ranquileo durch eine „Verstörung“ umstrittener Ursache von sich reden: „das Kreuz gespannt wie einen Bogen, Schaumflocken vor dem Mund, stützte sie sich auf Fersen und Hinterkopf […], ihre Augen entgleisten und verloren sich im Unendlichen, sie schüttelte sich in Krämpfen […]. Die Krise dauerte wenige Minuten und hinterließ eine zutiefst erschöpfte Evangelina“ sowie in zahlreichen Zeitgenossen das Gefühl, es mit einer Art Mysterium zu tun zu haben. „Seit dem ersten Anfall waren nun fünf Wochen vergangen, und sie hatten in der Zwischenzeit nichts ausfindig gemacht, was ihr Erleichterung verschafft hätte“; stattdessen „verursachen die widerstreitenden Versuche, Evangelina zu heilen, einen Konflikt zwischen einer Vielzahl von Autoritäten, darunter örtlich-traditioneller Weisheit und institutionalisierter Religion“ von Katholizismus und Evangelikalismus. Eine rational-medizinische Erklärung als „Hysterie“ allerdings scheitert an der Frage, „ob Hysterie die Tassen in den Regalen tanzen lasse, das schwermütige Geheul der Hunde auslöse und das Regnen unsichtbarer Steine aufs Dach sowie das Beben der Möbel in Gang setze.“ Als einer derjenigen, die der „Verstörung“ Evangelinas beiwohnen, von seinen Handwarzen geheilt wird, geht das Gerücht von einem Wunder um, „was auf beunruhigende Weise die Anzahl der Besucher steigerte, die auf Heilung während der Trance hofften.“ Auf einen guten Bericht dagegen hoffen zwei Mitarbeitende einer Hochglanz-Frauenzeitschrift: Die noch bei ihrer Mutter lebende Reporterin Irene Beltrán und ihr noch bei seinen Eltern lebender Fotograf Francisco Leal fahren nach Los Ricos, werden erst Zeuge einer weiteren „Verstörung“ Evangelinas, dann davon, dass bewaffnete Staatsdiener auf den Plan treten, den Hof besetzen, mit der Waffe ins Haus eindringen. „Sie stießen die Menschen beiseite, verscheuchten mit Gebrüll die Kinder und schlugen mit den Gewehrkolben auf diejenigen ein, die sich ihnen in den Weg stellten.“ Dass in diesem Moment „mit verstärkter Gewalt ein Regen von unsichtbaren Steinen auf das bebende Dach“ prasselt, hat allerdings zur Folge, dass die nervösen Staatsdiener im Hof zu feuern beginnen, „und binnen Sekunden war der Himmel erfüllt von Schreien, Klagen, Bellen, Gackern und Pulverschwaden“, so dass es an ein weiteres Wunder grenzt, dass nur eine Henne ums Leben kommt. Angeführt wird der Sturmtrupp von Leutnant Juan de Dios Ramírez, der seinen Untergebenen Pradelio Ranquileo mitgebracht hat, Evangelinas Ziehbruder: „Ranquileo hat mir das mit seiner Schwester erzählt, und da habe ich ihm gesagt: Wo Pfaffen und Ärzte versagen, da siegt die Armee. […] Wir werden gleich sehen, ob diese Kleine weiter zappelt, wenn ich sie festnehme.“ Abermals kommt es zu einer Art Wunder: Evangelina Ranquileo schmettert Ramírez die Faust gegen die Nase, so dass er zu Boden geht, packt ihn am Uniformrock, hebt ihn mühelos vom Boden und befördert ihn „wie ein Staubtuch schwenkend“ aus dem Haus in den Hof, wo sie ihn zu Boden schleudert, auf den Hinterkopf schlägt und mit Fußtritten traktiert, „ohne sich um die Wachsoldaten zu scheren, die sie mit gezogener Waffe umringten, doch so baff vor Staunen waren, daß sie nicht ans Schießen dachten.“ Der verdatterte Ramírez „zitterte vor Wut, drückte sich den Helm auf den Kopf und ergriff seine Waffe, ohne daß ihm aus seinem breiten Repertoire an Gewalttaten eine der Gelegenheit angemessene Vergeltungsmaßnahme einfiel.“ Durch Evangelina Ranquileo „vor seinen Männern und der Menge der Zuschauer“ gedemütigt, befiehlt der in seinem Machismo gekränkte Ramírez den Abzug, nicht ohne dass Ramírez‘ Rangnächster, Sergeant Faustino Rivera, dem Journalisten-Gespann den Film aus der Kamera reißt und ihn ins Licht hält. Es „tröstete sich damit, daß sie am nächsten Sonntag wieder hinfahren könnten, um neue Aufnahmen von Evangelina im Trancezustand zu machen. Die Familie hatte sie eingeladen, da ein Schwein geschlachtet werden sollte.“

### Zweiter Teil „Schatten“
Eine Woche später finden sich Irene und Francisco beim Schlachtfest in Los Riscos ein, einem „karnevalesken Spektakel aus Blut und Tod“, bei dem Irene das Fernbleiben Evangelinas auffällt. Irene befragt Evangelinas Mutter Digna Ranquileo und erfährt das Vorgefallene: „In der Nacht des vergangenen Sonntags, als im Haus alle schliefen“, seien Leutnant Ramírez und Sergeant Rivera zurückgekehrt, hätten Evangelina mitgenommen. Am nächsten Morgen hätte man den Eltern Evangelinas auf Nachfrage mitgeteilt, Evangelina sei frühmorgens wieder aus dem Gewahrsam entlassen worden, woraufhin die Ranquileos sie zu suchen begannen, doch „nach fünf Tagen erfolgloser Suche hatten sie begriffen, daß die Gewalt sie verschluckt hatte.“ Damit wird das „Mysterium, das Evangelinas Trancezustände umgibt, durch das Mysterium um ihren anschließenden Aufenthaltsort ersetzt.“ Irene verspricht Digna Ranquileo, „die Tochter in der Hauptstadt zu suchen, und gab ihr die eigene Adresse, damit man sich im Fall von Neuigkeiten miteinander in Verbindung setzen könnte.“ Mit diesem Versprechen beginnt die Metamorphose Irenes, die zuvor bestenfalls politisch desinteressiert war, schlimmstenfalls die politische Einschätzung ihres Verlobten wiedergab, des Heeresoffiziers Gustavo Morante. Um möglichst wenig Zeit zu verlieren, startet „das unerschrockene Amateur-Ermittlerpaar“ die Recherchen im Leichenschauhaus: Franciscos Bruder, der Armenpriester José Leal, „hatte einschlägige Erfahrungen, da er einen Großteil seiner Energien bei solchen Angelegenheiten verbrauchte. Er nutzte seine Kontakte als Pfarrer, um sie dort einzuführen, wo sie allein nie hineingelangt wären“ und offensichtlich zu Tode gefolterte Menschen sehen. „Irene hatte bis dahin in einer engelhaften Unwissenheit gelebt, nicht aus Trägheit oder Dummheit, sondern weil das in ihren Kreisen nicht anders war. […] Obwohl der Gang durch die Morgue nur eine halbe Stunde gedauert hatte, war Irene, als sie herauskam, nicht mehr dieselbe, etwas in ihr war zerbrochen.“ Damit Irene sich fangen kann, geht Francisco mit ihr in einen Stadtpark, wo es zu ersten Zärtlichkeiten kommt. Da die Familie Leal bald darauf um den in den Freitod gegangenen erstgeborenen Sohn Javier Leal trauert, macht Irene den nächsten Besuch in Los Riscos allein, befragt Leutnant Ramírez auf der Wachstation, droht dabei mit ihren Verbindungen zum ranghöheren Gustavo Morante, erfährt, dass Evangelinas Bruder Pradelio Ranquileo angeblich „in eine andere Zone versetzt worden“ sei. Auch in Los Riscos selbst stellt Irene Fragen an die Einheimischen, einschließlich Sergeant Rivera, einen entfernten Verwandten Evangelinas, der „Alkohol schlecht vertrug, und sie konnte das [Kneipen-]Gespräch in die von ihr gewünschten Bahnen lenken“. Rivera berichtet unter anderem von der Erschießung eines Folteropfers durch Ramírez „vor fünf Jahren […], wenige Tage nach der Machtübernahme durch die Militärjunta“, und den vielen Tötungen danach. „Im Laufe der Tage und Wochen fiel es ihnen dann sehr viel leichter, für das Vaterland zu töten, als dafür zu sterben.“ Diese Zeugenaussage nimmt Irene heimlich mit einem Tonband auf. Nachdem Irene heimgekehrt ist, taucht Digna Ranquileo dort auf, berichtet, dass Pradelio nicht versetzt worden, sondern desertiert sei: „Er hatte vor, bis in die Kordillere hinauf zu flüchten […]. Später, im Sommer, wollte er dann versuchen, auf einem Gebirgspaß die Grenze zu überqueren.“ Digna Ranquileo sieht Handlungsbedarf, da Sergeant Rivera ihr heimlich berichtet habe, „die Berge würden wie mit einer Harke durchkämmt werden“, so dass Francisco auf die Idee verfällt, er werde seinen Bruder José einschalten, um kirchlichen Schutz für Pradelio Ranquileo zu erlangen. Digna Ranquileo reist mit dem Amateur-Ermittlerpaar nach Los Riscos zurück, berichtet auf der Fahrt, Sergeant Rivera hätte gemeint, Evangelina sei nicht frühmorgens entlassen, sondern nachts von Leutnant Ramírez davongefahren worden. Bei Los Riscos führt ein ortskundiges Mitglied der Ranquileo-Familie das Amateur-Ermittlerpaar zum Versteck Pradelios, der behauptet: „Wenn Leutnant Ramírez meine Schwester umgebracht hat, dann weiß ich, wo er ihre Leiche versteckt hat […]. Kennen Sie die stillgelegte Mine von Los Riscos?“

### Dritter Teil „Liebes Vaterland“
Das Amateur-Ermittlerpaar entschließt sich, nachts die Mine von Los Riscos zu öffnen, findet etwas, das es für Evangelinas Leiche hält und das Francisco eilig fotografiert. Um sich zu beruhigen und auszuruhen, gehen Francisco und Irene in eine baufällige Hütte auf dem Minengelände; es kommt erstmals zum Geschlechtsverkehr. „Mit dem Hochmut erwiderter Liebe, doch noch zittrig und staunend, zogen sie sich an, stiegen auf das Motorrad und fuhren bis zum Haus der Ranquileos“, wo sie Digna Ranquileo vom Leichenfund berichten. Während Irene bei Digna bleibt, begibt sich Francisco zu Pradelios Versteck, findet es verlassen vor. Nachdem Francisco von dort zurückkommt, stellt Irene die Frage: „Woher wußte Pradelio, wo die Leiche seiner Schwester war?“, und gibt sich die Antwort, dass Pradelio zuvor mit Ramírez dort gewesen sein muss, „um etwas zu verbergen“, so dass Irene eine Fortsetzung der Grabungsarbeiten für angebracht hält. Als das Amateur-Ermittlerpaar sich in der Mine an die Arbeit macht, tauchen „neue Überreste […] auf, […] ein Massengrab“, das Francisco abfotografiert. Die Justiz unmittelbar einzuschalten, scheidet wegen deren Regime-Nähe aus, und so bemüht das Amateur-Ermittlerpaar die Katholische Kirche als „die einzige noch erhaltene Institution“, die nicht „aufgelöst oder von der Repression hinweggefegt worden“ ist. Dafür setzt Francisco seinen Bruder ein, den Armenpriester José Leal. Eine Abordnung aus Kirchenvertretern, Journalisten, Vertretern internationaler Verbände und Menschenrechtsorganisationen sowie Rechtsanwälten begibt sich zur Los-Riscos-Mine und findet die unter dem Schutz des Beichtgeheimnisses von José Leal übermittelten Informationen vor Ort bestätigt, reicht eine entsprechende Note beim Präsidenten des Obersten Gerichtshofes ein. Dank dieses Drucks wird eine Untersuchung staatlicher Stellen in der Mine durchgeführt, „auf Anordnung des Obersten Gerichtshofes, der seinerseits dem Befehl des Generals folgte: Öffnet die verfluchte Mine, holt den Knochenhaufen ans Licht und erzählt der Öffentlichkeit, daß wir die Schuldigen bestrafen werden, dann sehen wir weiter, die Leute haben ein kurzes Gedächtnis.“ Etwas mehr als eine Woche später werden die Schlagzeilen um die mindestens 14 Leichen der Los-Riscos-Mine entsprechend der Prognose des Generals kleiner, so dass Irene beschließt, „neue Beweise zu suchen und Einzelheiten auszukundschaften, um das Interesse an dem Fall wachzuhalten“. Unter einem Vorwand kontaktiert sie ihren Informanten Sergeant Rivera, der ihr unter dem Einfluss von zwei Flaschen Wein weitere Details über Entführung und Ermordung der Evangelina Ranquileo preisgibt und dessen Aussage abermals heimlich auf Irenes Tonband mitgeschnitten wird. Rivera wird „noch in der gleichen Nacht […] von einem weißen Kleinlaster tödlich überfahren, dessen Fahrer dann Fahrerflucht beging“. Des Weiteren befragt Irene die Nachbarstochter Evangelina Flores, deren Adoptivvater einst von Pradelio Ranquileo abgeholt worden ist, angeblich zu einem Routineverhör, später dann seien die vor Ort weilenden vier Ziehbrüder durch einen „Überfallwagen voll Bewaffneter“ im Auftrag von Leutnant Ramírez abgeführt worden; seit der Öffnung der Los-Riscos-Mine hegt Evangelina Flores „die Hoffnung, etwas über ihren Adoptivvater und die Brüder zu erfahren“. Noch am gleichen Abend übergibt Irene der in ihrem Haus wohnenden Altenheim-Insassin Josephina Bianchi die Tonbänder mit den Aussagen unter anderem von Sergeant Rivera und Evangelina Flores. Bald darauf, nur 30 Stunden nach dem Tod Riveras, wird Irene vor ihrem Verlagshaus auf offener Straße niedergeschossen. „Sie hatte unzählige Einschüsse im Bauch, durch die stoßweise ihr Leben entwich“, kommt auf die Intensivstation. Irenes Mutter Beatriz glaubt ihrer politischen Grundüberzeugung entsprechend, es sei ein „gewöhnliches Verbrechen“ geschehen und die bei ihnen erfolgte Hausdurchsuchung sei nur eine „Extravaganz der Polizei“, bei der der Altenheim-Trakt des Hauses verschont wird, weil dessen Bewohner sich nach polizeilicher Einschätzung „jenseits des Lebens, also auch jenseits der Politik bewegten.“ Nach der Öffnung der Los-Riscos-Mine und trotz der Lösung ihrer Verlobung durch Irene erscheint Gustavo Morante im Krankenhaus. Francisco schildert ihm die Ereignisse, „das zweite Gesicht der Regierung“, und schockiert dadurch den eingefleischten Militärangehörigen: „Zum erstenmal befand er sich bei den Opfern des Regimes und nicht bei denen, welche die absolute Macht innehatten, und er war dort getroffen worden, wo es ihn am meisten schmerzte, in seiner Liebe“. Bevor Gustavo Morante geht, hat seine Metamorphose begonnen: Er warnt Francisco, die Macht des Regimes werde Irene „zur Strecke bringen“, wenn man sie nicht fortschaffe und verstecke. Später wird Morante versuchen, seine intimen Kenntnisse über den Staatsapparat bei einem Putschversuch zu verwenden, unterschätzt allerdings den Geheimdienst, wird festgenommen und hingerichtet werden.
Irene beauftragt noch im Krankenhaus Francisco, die Tonbänder wieder bei Josephina Bianchi abzuholen und anschließend der Kirche auszuhändigen, „damit sie im Prozeß gegen Ramírez und seine Männer verwendet werden können“. Ehe die Tonbänder ans Tageslicht kommen, soll der befreundete High-Society-Stylist Mario beim Fortschaffen und Verstecken Irenes helfen, der als Bekannter Franciscos mit der Untergrundarbeit vertraut ist, schon vor der Bekanntschaft mit Francisco im Schminkutensilien-Gebrauch versiert war und dem man nichts Arges zutraut, da er in höchsten Kreisen verkehrt: Mario kommt „mit seinem Koffer der Verwandlungen“ in die Klinik, verwandelt Irene beispielsweise durch eine Schaumgummifüllung in eine Schwangere, bringt das Amateur-Ermittlerpaar in seine Wohnung, wo sich Irene noch mehrere Tage von ihren Verletzungen ausruhen kann. Als sie reisefähig ist und während ihre Tonbänder über kirchliche Kanäle an die Öffentlichkeit gebracht werden, verlassen Irene und Francisco mit gefälschten Reisepapieren und durch Marios Künste getarnt ihr Heimatland, mit Endziel Spanien. „Ramírez und mehrere Männer seiner Truppe wurden vor Gericht gestellt“, doch der Richter erklärt sich während der Verhandlung für unzuständig und verweist den Fall an das Militärtribunal. Dort identifiziert die Ranquileo-Nachbarstochter Evangelina Flores Ramírez und weitere Büttel als Entführer ihres Adoptivvaters und ihrer Ziehbrüder und wird anschließend, „bevor der Repressionsapparat zuschlagen konnte, im Schatten der Nacht außer Landes gebracht“, um im Ausland bei der UNO, bei der Presse und auf Versammlungen „zu verhindern, daß diese Männer, Frauen und Kinder, die von dem Terror verschluckt worden waren, dem Vergessen anheimfielen.“ Durch die Veröffentlichung und Verschriftlichung von Irenes Tonbändern „in die Enge getrieben, verurteilte die Militärjunta den Leutnant Juan de Dios Ramírez und diejenigen seiner Männer, die an dem Gemetzel teilgenommen hatten, wegen Mordes. […] Die Genugtuung über das Gerichtsurteil dauerte nur ein paar Stunden an, bis die Schuldigen freigelassen wurden, begünstigt von einem Amnestiedekret, das im letzten Augenblick erlassen worden war. […] Leutnant Ramírez wurde zum Hauptmann befördert. Er bewegte sich zufrieden und mir ruhigem Gewissen in der Öffentlichkeit, bis er erfuhr, daß über die Landstraßen des Südens ein in Lumpen gekleideter Riese zog, hungrig und mit wirrem Blick, auf der Suche nach dem Mörder seiner Schwester“: Pradelio Ranquileo. Inwieweit dessen Selbstjustiz-Versuch erfolgreich bleibt, ist am Ende des Roman ebenso offen wie das weitere Schicksal von Irene und Francisco.

## Textanalyse
Bei Von Liebe und Schatten handelt es sich um einen auktorial erzählten „Versuch, literarische Genres und sogar Ideologien zu verschmelzen und zu versöhnen, die scheinbar diametral entgegengesetzt sind“:
In dem Roman versucht Allende „historischen Liebesroman“, Gefühlsroman, modernen Ritterroman und einen Bildungsroman „weiblicher Selbstfindung“ zu verbinden mit einer „politischen Abhandlung, die die diktatorische Herrschaft verspottet und sozialistische Reformen befürwortet“ sowie einen „Überblick über den bäuerlichen Untergrund und den Widerstand gegen die Militärherrschaft“ gibt. Gleichzeitig ist das Buch eine Zeugnisablegung (sujeto testimonial), die entsprechend den Gewohnheiten einer Telenovela „reich an detaillierten Beschreibungen der Kleidung der Charaktere“ ist, weswegen die US-Literaturwissenschaftlerin Linda L. Craft das Werk eine testinovela nannte.
Orte der Handlung sind hauptsächlich die Hauptstadt von „einem Miniaturland […], nur ein enger Streifen auf der Landkarte“, sowie die eine Motorradstunde von der Hauptstadt entfernte Ortschaft Los Riscos, die groß genug ist, nicht nur über das Marktrecht, sondern auch über ein eigenes Krankenhaus zu verfügen. Die Ereignisse um die Mine von Los Riscos sind von den Leichenfunden von Lonquén (acht Kilometer südöstlich von Talagante) im Jahre 1978 inspiriert. Das „Miniaturland“ wird aufgrund seiner Beschreibung in der Sekundärliteratur eindeutig als Chile identifiziert. Der Roman spielt etwa fünf Jahre nach dem Militärputsch in Chile, die erzählte Zeit erstreckt sich über einen Zeitraum von rund sechs Wochen innerhalb eines einzigen Frühlings.

### Stil
„Auf sprachlicher und stilistischer Ebene weist der Roman Elemente auf, die den Text für den Leser zugänglicher machen und eine unterhaltsame Lektüre ohne Verständnisbarrieren ermöglichen“. Gleichzeitig fällt stellenweise der journalistische Tonfall auf, mit Textpassagen, die „fast wörtliche Wiederholungen von Gerichtsberichten des Militärs und von Zeugen des Lonquén-Prozesses“ sind, der Allende ebenso als Inspiration diente wie „journalistische Berichte aus Zeitschriften, Zeitungen und unveröffentlichte Interviews“. Die Autorin selbst „führt die meisten Hintergrundinformationen, die sie über die Ausgrabungen in Lonquén erhalten hat, auf ein Buch von Máximo Pacheco Gómez zurück“. Ferner ist das Buch stilistisch vom Magischen Realismus beeinflusst, wobei die Szene, in der Evangelina Ranquileo Leutnant Ramírez verprügelt, „am häufigsten als diejenige bezeichnet wird, die Vorstellungen des Magischen Realismus hervorruft“. Weitere diesbezügliche Textstellen finden sich ebenfalls im Dunstkreis der „Verstörung“ Evangelinas, beispielsweise, als am ersten Tag von Evangelinas „Verstörung“ die Landstraße nach Los Riscos „270 Meter weit mit Fröschen bedeckt“ ist („es sah aus wie ein glänzender grüner Moosteppich“) oder als Evangelinas Vater „eine der Hündinnen töten mußte, sie hatte nämlich am Vortag geworfen und die Welpen aufgefressen, ein ebenso ungeheuerlicher Vorgang, wie wenn eine Henne anfängt zu krähen.“ Gleichfalls im Umfeld von Evangelinas „Verstörung“ erklärt der Text: „Besessene, Behexte, Verdammte und Übergeschnappte gab es die Menge, etwa das Mädchen, das Kaulquappen spie, den Alten, der Erdbeben unkte, und den Taubstummen, dessen Blick die Maschinen zum Stillstand brachte, wovon sie [=Irene] sich selbst überzeugen konnte, als sie ihn in der Zeichensprache interviewte und danach ihre Uhr nicht wieder in Gang brachte.“

### Themen
„Der Titel Von Liebe und Schatten benennt die zwei Aspekte des Romans: einerseits ist er die Liebesgeschichte von Francisco und Irene, andererseits ist er der Versuch, eine Gesellschaft zu schildern, in der das Unrecht und die Gewalt öffentlich herrschendes Prinzip sind.“ Allerdings arbeitet der Roman nicht nur mit dieser „Gut-Böse-Dichotomie“, sondern noch mit weiteren Doppelthemen, unter anderem „Wahrheit versus Unterdrückung, Gerechtigkeit versus Ungerechtigkeit, Diktatur versus Volk“, Arme gegen Reiche: „Dank eines Klassentrennungsgesetzes, das es nicht schriftlich gab, das aber allen bekannt war, existierten zwei Länder innerhalb des einen Staatsgebiets, das der mächtigen und vergoldeten Elite und das andere, das der ausgeschalteten Masse“, wobei zu Beginn des Romans Irene eher „der mächtigen und vergoldeten Elite“ zuzuordnen ist, Francisco jedoch die Seite „der ausgeschalteten Masse“ gewählt hat.

#### Doppelthema Liebe und Gewalt
Der Roman versucht, „die Böswilligkeit einer allmächtigen Diktatur mit der Erhabenheit wahrer Liebe“ zu mischen und am Schluss „amouröse und sentimentale Elemente endgültig über Gewalt und Leid triumphieren“ zu lassen: „Wie die Sphinx, die aus der Asche aufersteht“, bekräftigt die Liebe von Irene und Francisco „das Leben und die Hoffnung vor den Trümmern eines terrorisierten Landes“, doch gleichzeitig ist ihr „Liebesglück lediglich ein Rahmen für die größere Geschichte ihrer ‘unglücklichen Liebe‘ zu ihrem Land“. Auf dem Weg zum Liebesglück (und zum Exil der beiden Liebenden) stellt der Text Bildern der Gewalt Bilder der Liebe gegenüber: Dem Besuch im u. a. mit offensichtlichen Folteropfern gefüllten Leichenschauhaus folgt der erste Kuss, dem Öffnen der Mine von Los Riscos mit deren Leichen der erste Geschlechtsverkehr, „ihre Intimität zu einer Art Bollwerk gegen den Tod“ aufbauend. Und dass Francisco und Irene nach 11 Monaten enger beruflicher Zusammenarbeit überhaupt noch zueinander finden, verdanken sie letztlich der entführten, vergewaltigten, ermordeten Evangelina,  deren Anfälle „die Wirkung erotischer Leidenschaft nachzuahmen“ schienen.

#### Doppelthema Verleugnen und Zugeben
„Angesichts der Unmöglichkeit, das Elend auszumerzen, wurde das Verbot erlassen, es zu erwähnen. Die Presseberichte waren erbaulich, sie lebten in einem verwunschenen Reich“, und sie, das sind stellvertretend für viele andere die am Anfang des Romans bourgeois-ahnungslose Elfenbeinturm-Prinzessin Irene Beltrán und ihre auch noch am Ende des Romans ignorante Mutter Beatriz Alcántara de Beltrán.
- Beatriz Alcántara de Beltráns Haltung gegenüber dem für sie „bequemen“[116] Militärregime kann „eindeutig als bewusste Ignoranz“ beschrieben werden.[117] „Kategorisch an die Worte des Generals glaubend, zieht Beatriz es vor, die Maßnahmen der Regierung nicht in Frage zu stellen“[118] und ignoriert um ihres eigenen Seelenfriedens willen[119] „die Realität der willkürlichen Entführungen, der Bücherverbrennungen und der in den Kanälen treibenden Leichen“.[120] Bis zuletzt bleibt Beatriz ihrer bewährten Echokammer und der Regierung treu, und „nicht einmal der Angriff auf ihre Tochter kann ihr die Gewalt des diktatorischen Regimes vor Augen führen.“[121]
- Irene Beltrán „verkörpert jenen Teil der chilenischen Gesellschaft, der zu Beginn des Romans in glückvoller Unwissenheit lebt“.[122] Da Irene einer aristokratischen Familie entstammt, „wurde sie immer in eine ‘Glasphiole‘ gesteckt und vor den Problemen des Landes und der Welt geschützt“.[123] Irenes ganze Existenz „ist ein Muster der Realitätsverleugnung – von ihrer Beziehung zu ihrem Verlobten, Hauptmann Gustavo Morante, bis hin zu dem ausgeklügelten Plan, den sie und ihre Mutter aushecken, um den Anschein einer wohlhabenden gesellschaftlichen Stellung aufrechtzuerhalten“,[124] die sie dadurch finanzieren, dass sie in ihrem Haus ein Altenheim betreiben. Diese Realitätsverleugnung Irenes endet erst am Tag des Schlachtfests in Los Riscos, als Irene „endlich mit der Realität eins wird“:[125] Von diesem Augenblick an führt Irenes „Erwachen aus einer Fantasiewelt im Horror des wirklichen Lebens zu einer katechistischen Veränderung“ ihres Seins.[126]

### Figuren

#### Hauptfiguren
- Irene Beltrán: Die „fiktive Vertreterin der historischen Allende“[127] oder dreier chilenischer Journalistinnen, mit denen Allende bekannt war,[90][128] ist sommersprossig und hat „langes Königinnenhaar“,[129] ihre Augen sind rauchfarben,[130] ihre Füße „Kleinmädchenfüße“[131] und ihre Hände klein „mit kurzgeschnittenen Nägeln“.[132] In ihrer Kindheit ist Irene „ein verhätscheltes kleines Mädchen gewesen, das einzige Kind wohlhabender Eltern, behütet vor der Berührung mit der Welt oder sogar vor der Unruhe des eigenen Herzens. Schmeicheln, Verwöhnen, Zärtlichkeiten, Englische Mädchenschule, Katholische Universität, Obacht bei den Meldungen in Fernsehen und Presse, es gibt so viel Bosheit und Gewalt“,[133] so dass ihre Eltern sie „wie eine Prinzessin im Elfenbeinturm“ erziehen.[134] Aus dieser Isolation versucht Irene sich durch Bücher zu befreien: „Als gierige und wahllose Leserin machte sie sich, trotz des wachsamen Zensorenauges ihrer Mutter, über jedes Buch her, das in ihrer Reichweite lag, und diejenigen, die sie nicht offen vor Beatriz zeigen konnte, las sie nachts im Licht einer Taschenlampe unter der Bettdecke.“[135] Letztlich scheitert der Versuch, Irene „zum Spiegelbild ihrer Mutter“ Beatriz heranzuzüchten.[136] Zwar bewohnt Irene zu Beginn der Roman-Handlung mit ihrer Mutter Beatriz und der Dienerin das Obergeschoss eines dreigeschossigen Hauses, dessen Rest aus finanziellen Gründen zum Altenheim umgewidmet wurde,[137] ist aber bereits „eine rebellische und doch naive junge Frau“,[138] großzügig und gütig,[139] „nett zu allen, aufmerksam und immer fröhlich“[140] und erinnert durch ihre spontane Neigung, Gutes zu tun, „an die Protagonisten der Gefühlsromane des 18. Jahrhunderts“.[141] Die Geschehnisse um Evangelina Ranquileo und die Mine von Los Riscos können als Katalysator bei „Irenes Wandlung von der unterwürfigen Verlobten zur unabhängigen Frau“[142] gesehen werden: „Gleich der biblischen Eva, deren Neugier sie dazu drängt, von der Frucht der Erkenntnis zu essen, verliert sie ihre Unschuld und wird zusammen mit Adam zur Verbannung aus dem Paradies verurteilt. [...] Aber dieses Paradies war in Wirklichkeit ein Gefängnis“.[143]
- Francisco Leal: Der jüngste Sohn der Leals war mit 16 Jahren kurzzeitig Mitglied einer sieben- oder achtköpfigen maoistischen Guerilla-Truppe,[144] studierte Psychologie, ging ins Ausland, promovierte[145] und kehrte in jenem Jahr in seine Heimat zurück, in dem „ein sozialistischer Kandidat die Präsidentschaftswahlen“ gewann.[146] Unter der Militärjunta arbeitslos geworden, arbeitet Francisco als Fotograf für die Hochglanzzeitschrift Irenes, die er 11 Monate vor Beginn des Roman-Handlung kennenlernte, „als er auf die Dreißig zuging“.[147] Über seinen Brotberuf hinaus ist Francisco dreimal wöchentlich[148] ehrenamtlich „bei einer kostenlosen Beratungsstelle der Gemeinde“[149] seines Bruders José tätig. Außerdem spielt er eine „Rolle bei der Verschiebung von Exilierten, von Nachrichten, von Geld, das aus geheimnisvollen Quellen stammte, von gesammelten Namen, Daten und Beweisen, die ins Ausland geschickt wurden, für den Fall, daß sich eines Tages jemand dazu entschlösse, die Geschichte zu schreiben.“[150] Francisco hat eine ruhige Stimme,[151] dunkle Haare,[152] feine Falten[153] um die dunklen Augen,[151] „schmale, feste“ Hände[153] sowie eine „magere Brust, alles Nerven und Knochen“.[154] Er hat, „wie sein Vater es nannte, eine strenge Erziehung zum Kavalier genossen […] – Höflichkeit steht der Revolution nicht im Wege“ –,[155] ist „selbstsicher und sanft zugleich“[156] sowie wortkarg,[148] denn „sein Temperament und sein Beruf legten ihm nahe, lakonisch zu sein und dafür um so aufmerksamer zuzuhören“.[157] Er hat einen „gerechten Charakter“,[158] ist ein „mutiger, ehrlicher Mann“,[159] fleißig, gut, einsichtig.[160]

#### Nebenfiguren (Auswahl)
- Digna Ranquileo: Die Tochter und Enkelin von Kleinbauern[161] hat einen Ehemann, der beim Zirkus arbeitet, so dass sie ihn nur im Winter sieht.[162] Digna ist dunkelhaarig,[86] kräftig gebaut und von „verhärmtem Aussehen“[163] sowie „sehr schamhaft, wenn es um ihre Gefühle ging.“[164] Dignas „praktische, vernünftige Herangehensweise an das Leben“[165] helfen ihr zwar, Evangelinas „Verzückung“ ebenso zu bewältigen wie Evangelinas Verschwinden, beheben aber nicht Dignas „Misstrauen gegenüber Autoritätspersonen und ihre Unfähigkeit, mit ihnen zu streiten“,[166] so dass Digna es beispielsweise letztlich hinnahm, dass „selbstgerechte Doktoren“[167] erst ihre Evangelina gegen die der Familie Flores vertauschten und dann nicht bereit waren „zu akzeptieren, dass sie einen Fehler gemacht haben“,[168] so dass das biologische Kind Dignas als Evangelina Flores aufwächst und das Kind der Familie Flores in der Familie Ranquileo.
- Evangelina Ranquileo: Die 15-jährige,[86] „zartknochige“,[169] blonde[170] „Teenage-Heilige“[171] mit den hellen Augen[170] ist „eine rätselhafte Figur“[172] und dient in dem Roman als Vehikel dafür, „das Versagen von Autoritätspersonen sichtbar zu machen“, angefangen bei ihrer Vertauschung nach der Geburt und den fehleruneinsichtigen Krankenhausbehörden über die „karnevaleske Mischung“[173] religiöser Interpretationen ihrer Ekstasen bis hin zu Evangelinas Ermordung durch das Militär und die anschließenden gescheiterten Vertuschungsversuche.
- Evangelina Flores: Eigentlich die biologische Tochter von Digna Ranquileo, doch im Krankenhaus vertauscht, hat sie „das gleiche ruhige und dunkle Gesicht wie Digna Ranquileo, ihre quadratischen Hände und die großzügigen Hüften“.[23] Evangelina Flores verfügt über „glattes schwarzes Haar, eine helle Haut und sehr dunkle große Augen. Kräftig gebaut, kurzbeinig, energisch und gesund“[174] tritt sie erst spät im Text hervor und deutet so „auch auf eine Art Auferstehung von Evangelina Ranquileo hin“.[175] Die Figur der Evangelina Flores, die nach der Flucht ins Ausland mit einfachen und klaren Worten[174] „weltweit Zeugnis von der Korruption innerhalb der Diktatur ablegt“,[176] ist inspiriert von einer Tochter der Purísima Muñoz de Maureira, die ihren Mann und ihre vier Söhne beim Massaker von Lonquén verlor,[177][178] sowie von Rigoberta Menchú.[179]
- Pradelio Ranquileo: Der älteste Sohn der Familie Ranquileo[180] ist ein unproportioniert wirkender,[181] „dunkelhäutiger Riese mit einfältigem Gesichtsausdruck“,[182] Pranken statt Händen[183] und kaltblüterartigem[184] Knochenbau. „Beengt in der eigenen Hülle, als wäre er plötzlich gewachsen, ohne sich langsam an die eigenen Ausmaße gewöhnen zu können, und daher unfähig, Länge und Gewicht seiner Glieder richtig einzuschätzen, stieß er sich an der Welt bei der ständigen Suche nach einer angemessenen Haltung.“[183] Anstößig ist von klein auf auch sein Verhältnis zu seiner Ziehschwester Evangelina. „Ein paarmal hatte er [=der Vater] Pradelio dabei ertappt, wie er die Kleine kitzelte, sie verstohlen betastete, abküsste. Um ihm die Lust an der Knutscherei ein für allemal auszutreiben, hatte er ihm dann eine Tracht Prügel verabreicht, die ihn beinahe ins Jenseits befördert hätte“.[185] Als 18-Jähriger wurde Pradelio Ranquileo „zum Militärdienst eingezogen“,[186] anschließend ging er sofort zu Polizei,[187] um der Versuchung durch seine Ziehschwester zu entgehen: Seine quasi inzestuöse Zuneigung zu ihr macht „ihn wahnsinnig vor Schuldgefühlen“ und treibt „ihn schließlich dazu, das Haus der Familie zu verlassen.“[188] Bei Militär und Polizei fühlt Pradelio sich gut aufgehoben: „Er war von schlichtem Gemüt, und es fiel im schwer, Entscheidungen zu treffen, er gehorchte lieber schweigend und legte die Verantwortung für sein Handeln in fremde Hände.“[189]
- Juan de Dios Ramírez: Dieser Leutnant hat ein Gewicht von 80 Kilogramm,[190] eine „impulsive Natur, scharfes Temperament und grenzenlose Macht“,[191] die er in seinen Taten auslebt, in diesem Fall Evangelinas „Entführung, Vergewaltigung, Mord und der Tatvertuschung“.[192]
- Faustino Rivera: Dieser Sergeant ist ein entfernter Verwandter der Familie Ranquileo, „hat eine Tochter in Evangelinas Alter“[193] und ein „indianisches Gesicht, hohe Backenknochen, schräggestellte Augen, steifes Haar und regelmäßige Zähne.“[194] Als „der heldenhafteste Militärangehörige des Romans“[195] ist Rivera in dem Roman letztlich neben Gustavo Morante einer von zwei „Charakteren, die sich der militärischen Autorität widersetzen“.[196]
- Gustavo Morante: Dieser Heeres-Hauptmann und Langzeit-Verlobte Irenes ist aus Familientradition Soldat: „Sein Vater und sein Großvater waren Generale gewesen. Mit einundzwanzig Jahren zeichnete er sich als bester Absolvent seines Jahrgangs aus und errang Siege im Fechten und Schwimmen,“[197] stählt seinen braungebrannten und muskulösen[25] Körper außerdem weiterhin „mit Judo, Gymnastik und den hundert Liegestützen, die er jeden Morgen mit seiner Truppe absolvierte“.[154] Der hochgewachsene[198] Offizier „liebt Irene innig oder fühlt sich zumindest an sie gebunden“,[199] doch ist die bevorstehende Ehe mit ihr in dem erzkonservativen Umfeld auch „eine Möglichkeit, seine Beförderung in einen höheren militärischen Dienstgrad sicherzustellen.“[200] Durch Irenes Liebhaber Francisco lernt der „höchst gefühlskontrollierte“ und „hochdisziplinierte“[201] Gustavo Morante „die andere Seite der Streitkräfte kennen – die der Korruption und Unterdrückung. Weil er mit Folter, Verschwindenlassen, Morden […] nicht einverstanden ist, muss er letztendlich die Konsequenzen tragen“[202] und neben Sergeant Rivera einer von zwei Charakteren werden, „die sich der militärischen Autorität widersetzen“[196] und deswegen umkommen.
- Beatriz Alcántara de Beltrán: Der Ehrgeiz dieser zum Zeitpunkt der Handlung mindestens 50-jährigen[203] „Mittelschichts-Frau mit aristokratischen Ansprüchen“[204] war „von Kindesbeinen […] darauf gerichtet, die soziale Stufenleiter hinaufzuklettern. Ihr Kapital war ihr schöngeschnittenes Gesicht, vollendete Umgangsformen und ein paar […] Sätze auf englisch und französisch“,[205] was ihr eine Ehe mit einem verarmten Adligen einbringt, der der „unerträglichen Mutter“[206] Irenes zum Zeitpunkt der Handlung allerdings abspenstig geworden ist. Ihre Energie und ihr Geld investiert Beatriz „in die Bewahrung ihres Aussehens vor dem Zahn der Zeit, eine Vollzeitbeschäftigung, die mit einem junge Liebhaber belohnt wird“:[207] eine „heimliche und rein sexuelle Beziehung“, die „ihrer Eitelkeit schmeicheln und ihre Angst vor dem Älterwerden lindern soll.“[208] Selbstzufrieden hält Beatriz ihren Körper, dessen Schminke „die feinen Narben der Schönheitsoperationen“ verdeckt,[209] „für ihr eigenes Werk und nicht für das der Natur, war er doch das ausgefeilte Endprodukt ihrer enormen Willenskraft, Ergebnis von vielen Jahren Diät, Gymnastik, Massage, Yoga und lebendiger Beweis für die Fortschritte auf dem Gebiet der Kosmetologie.“[210] Gleichzeitig dienen „Yoga und Meditationsübungen“ dazu, ihre „ständige Überspanntheit zu mildern,“[211] nicht jedoch den „Klassendünkel“[151] dieser narzisstischen,[212] bildungsfeindlichen,[213] egoistischen und heuchlerischen[214] Angehörigen der Bourgeoisie.
- Josefina Bianchi: Die achtzigjährige Ex-Schauspielerin[215] und Bewohnerin des von Beatriz Alcántara de Beltrán betriebenen Altenheims ist „eine zierliche Dame, die zweifellos eine Schönheit gewesen war“.[216] Sie hat „zwei Reihen perfekt falscher Zähne“[217] und eine „sprüngige Porzellanhaut“.[215] Diese Wiedergängerin der Titelfigur aus Miguel Barnets Lied der Rachel[218] ist „im Vollbesitz ihrer geistigen Kräfte, die Koketterie eingeschlossen, und ihr Interesse an der Welt hatte nicht abgenommen, sie las Zeitungen und ging ab und zu ins Kino.“[219] Josefina hat Irene sehr gern, „und sie erfreute sich an der Vorstellung daß dieses Mädchen ihre Großenkelin sei“,[220] der sie schließlich ihren letzten Auftritt mit „erheblichen politischen Auswirkungen“ verdankt.[221]
- Mario: Der reiche[222] und berühmte Friseur[223] ist „eines von elf Kindern eines Bergmanns aus dem Kohlerevier“, der keinerlei Verständnis für Marios schon früh effeminiertes Verhalten hatte, doch „drastische Mittel änderten nicht sein feminines Gebaren, noch brachten sie seine Natur auf einen anderen Kurs.“[224] Marios Mutter schleuste ihn, „um ihn vor den unbarmherzigen Prügeln seines Vaters zu bewahren, […] in die Pfarrei, wo er dem Sakristan helfen sollte“ und vom Pfarrer geschult wurde, so dass Mario mit 15 Jahren „die wenigen Bücher der Sakristei beinahe auswendig [konnte], ebenso wie die des türkischen Kolonialwarenhändlers“ vor Ort.[225] Nach einem Eklat bei einem Bordellbesuch sorgte seine Mutter dafür, dass Mario in die Hauptstadt floh, „wo es ihm gelang, sich als Hilfskraft in einem Friseursalon zu verdingen“[226] und anschließend zum „Besitzer des berühmtesten Schönheitssalons in der Hauptstadt“ aufzusteigen, mit Verbindungen in die höchsten Kreise. Allerdings hat der haarschneidende Homosexuelle Mario nicht die zeitweilige Förderung durch Irenes Hochglanzzeitschrift vergessen,[227] sich durch den Kontakt zu Irenes Hochglanzzeitschrift mit Francisco befreundet und wird von Francisco an dessen „heimlichen Aktionen“ im Dienste der Opposition beteiligt.[228]
- José Leal: Der nächstältere Bruder Franciscos ist nach der Flucht aus Spanien 1939, aber vor dem Ungarn-Aufstand 1956 geboren, „der kräftigste und stämmigste“ der Leal-Brüder[229] und hat „weder die langen Knochen noch die Adlernase der Leals“, dafür aber an den Händen „Schwielen von den Klempnerwerkzeugen, mit denen er sich seinen Lebensunterhalt erarbeitete“ in der „Proletariersiedlung“, wo er haust.[230] Gleich nach der Mittelschule war José ins Priesterseminar eingetreten,[230] hat „aufgrund seiner Kontakte als Priester Zugang zu vielen geschlossenen Bereichen“[231] und nutzt diese für seinen „geheimen Kampf gegen die Diktatur“,[232] den er mit seinem jüngsten Bruder Francisco ebenso gemein hat wie die ehrenamtliche Tätigkeit „bei einer kostenlosen Beratungsstelle der Gemeinde“.[149] Josés Lebenserfahrung hat „sein aufbrausendes Temperament nicht völlig beruhigt“ und auch nicht „seine Obsession für die Gleichheit zwischen den Menschen“.[233]
- Professor Leal: Der magere[234] Gymnasialprofessor[235] mit den Händen eines Pianisten[234] und einem „reichen und ausgefallenen Wortschatz“[236] war in seiner Heimat Spanien Lehrer für Logik und Literatur[237] und ging im Spanischen Bürgerkrieg, obwohl er Militarismus für ein „perverses System“[238] und Krieg für „obszön“ hält, „mit den Republikanern an die Front.“[239] Nach Kriegsende 1939 verließen die Eheleute Leal mit dem neugeborenen ersten Sohn Javier Spanien.[240] Ursprünglich Kommunist,[241] hat der durch die  Niederschlagung des Ungarn-Aufstands enttäuschte Professor Leal sich zum „eingeschworenen Anarchisten“[242] entwickelt und damit zu einem politischen Don Quijote,[243] der nach dem Militärputsch des Generals auch in der neuen Heimat als unerwünschte Person gilt und daher zwangspensioniert wird,[244] aber weiterhin politisch aktiv und damit prägend für sein Umfeld ist: „Professor Leal sprach mit denen, die etwas über die Schrecken dieser Zeit erfahren wollten, und vermittelte seinen Kindern, wie wichtig es ist, gegen Unterdrückung zu kämpfen“.[245]

## Rezeption und Adaption
Von Liebe und Schatten erlangte in West-Europa und Lateinamerika rasch Bestseller-Status und wurde 1994 unter der Regie von Betty Kaplan unter anderem mit Jennifer Connelly und Antonio Banderas verfilmt. Die Einschätzung des Romans in Sekundärliteratur und Literaturkritik ist dagegen zwiegespalten und „eher zurückhaltend“.
Von Liebe und Schatten „überzeugte“ die deutsche Journalistin Eva Karnofsky, und dass der Roman „von den Schrecken zeugt, die die Desaparacidos und ihre Angehörigen in ganz Südamerika erleben“ und darüber hinaus „eine Geschichte der Zusammenarbeit zwischen den Klassen erzählt“, macht ihn laut der Frankfurter Allgemeinen Zeitung „in seinen besten Teilen“ zu einer Art zeitgeschichtlicher Reportage und in den Augen der US-Literaturwissenschaftlerin Karen Castellucci Cox zu einem „wichtigen Beitrag zur historischen und politischen Belletristik Lateinamerikas“. Die Wochenzeitung Die Zeit fand die „zahlreichen anekdotischen Passagen […] amüsant, die Rückblenden straff, die Auftritte der Nebenfiguren kurz, der Wechsel der Erzählperspektive kommt rechtzeitig. So liest man die Geschichte mit Anteilnahme und ohne Langeweile, und das ist ja mehr, als die Gegenwartsliteratur oft bietet.“ Außerdem hatte der Roman zur Folge, dass die aufgrund von Das Geisterhaus laut gewordene Kritik verstummte, Allende sei eine bloße García-Márquez-Nachahmerin.
Der Vergleich mit Allendes Vorgänger-Roman Das Geisterhaus fällt allerdings negativ aus. Zweifellos sei der Roman „gut gemeint“, jedoch „stellenweise gescheitert“, was der irische Literaturwissenschaftler Mel Boland auf die „unglückliche Verbindung unversöhnlicher Elemente“ des Romans zurückführt, der Yale-Literaturwissenschaftler Aníbal González „auf seine archaischen Elemente, einschließlich der häufigen und offensichtlichen Anspielungen auf mittelalterliche Ritterlichkeit“. Das Wochenmagazin Der Spiegel sieht ebenfalls Ritter in den Kampf rücken: „Der ganze Text ist ein literarisches Schlachtfeld. Auf ihm wird Allendes Anspruch auf Wahrheit befehdet von den Heerscharen der Klischees, die Seite für Seite neu mobilgemacht werden.“ Die Frankfurter Allgemeine Zeitung entdeckte in dem Roman „Schwarzweißmalerei in den Charakteren und eine oft übersteigerte Sentimentalität“, und in der Zeit hieß es: „Fast alle diese Figuren sind Chargen. Ihr Auftritt ist oft nur kurz; und so prall, lebensnah sie auch geschildert sind, sie entsprechen immer genau dem, was man sich ohnehin denkt“. Auch Aníbal González vertritt die Einschätzung, dass „soziale und kulturelle Stereotypen in Charakteren wie Mario, dem schwulen Friseur, Rosa, der Köchin [der Beltráns], und sogar Beatriz Alcántara, die die Rolle der typischen ‘bösen Mutter‘ der telenovelas spielt, zum Ausdruck kommen“. Auffällig sei hierbei, dass sich der Charakter der Figuren und ihre Charakteränderungen eher in der Kleidung manifestiere als in deren Handlungen und Gedanken. Insgesamt wurden in dem „Trivialroman bescheidenen Zuschnitts“ (Neue Zürcher Zeitung) „Glaubwürdigkeitsprobleme sowohl in der Liebesgeschichte als auch in der politischen Intrige des Romans“ entdeckt. Ferner sorgten die „entgleisten Liebesszenen“ und die vereinfachende Aufteilung der Charaktere in „gut“ und „böse“ sowie der Mangel an Spannung dafür, dass die Handlung als „vorhersehbar“, einige Textstellen als „predigerhaft“, die Lektüre daher als „mühselig“ kritisiert wurden.

## Deutschsprachige Textausgaben (Auswahl)
- Von Liebe und Schatten. Roman. (=Suhrkamp-Taschenbuch , Band 1735.) Aus dem Spanischen von Dagmar Ploetz. 16. Auflage. Suhrkamp, Frankfurt am Main 1990. ISBN 3-518-38235-7.
- Von Liebe und Schatten. Roman. Aus dem Spanischen von Dagmar Ploetz. 1. Auflage. Aufbau-Verlag, Berlin/Weimar 1987. ISBN 3-351-00529-6.
- Von Liebe und Schatten. Roman. Lizenzausgabe. Aus dem Spanischen von Dagmar Ploetz. Deutsche Buch-Gemeinschaft, Berlin 1986.
- Von Liebe und Schatten. Roman. Aus dem Spanischen von Dagmar Ploetz. 1. Auflage. Suhrkamp, Frankfurt am Main 1986. ISBN 3-518-02655-0.